# George Austin Woods
Pour les articles homonymes, voir George Woods et Woods.
George Austin Woods, né vers 1828 et mort en 1905 à Suva, est un officer britannique de la Royal Navy, devenu en 1872 Premier ministre du gouvernement pré-colonial fidjien.

## Biographie
Issu d'une famille de marins, il fait carrière dans la Marine britannique, et a atteint le grade de lieutenant au moment de prendre sa retraite à l'âge de 40 ans. Il travaille ensuite comme inspecteur de navires dans la colonie britannique du Victoria en Australie, puis à Auckland en Nouvelle-Zélande. Il se rend aux Fidji en avril 1871, employé pour effectuer une reconnaissance du passage maritime entre l'île de Vanua Levu et l'îlot de Nanuku. En juin, des membres de la petite communauté de colons britanniques s'accordent avec le roi fidjien auto-proclamé Seru Epenisa Cakobau pour établir un gouvernement sur le modèle occidental. Le roi Cakobau demande à George Woods d'y prendre part, car n'étant arrivé dans l'archipel que depuis peu, il n'est pas une figure controversée. George Woods devient ainsi ministre de l'Intérieur dans un gouvernement dirigé par le roi et par le colon Sydney Burt, nommé Premier ministre. Les autres ministres sont des colons ainsi que le frère et l'un des fils du roi, grands chefs autochtones, tandis que le prince tongien Enele Maʻafu, qui a de facto la pleine autorité sur une partie de l'archipel fidjien, est nommé vice-roi,,,,.
La légitimité du gouvernement est contestée par une partie de la communauté européenne du pays, soutenue par le consul britannique Edward March, et les autorités ne parviennent pas à collecter efficacement l'impôt voté par l'Assemblée législative. Sydney Burt envoie George Woods à Sydney pour demander au gouverneur de Nouvelle-Galles du Sud, Hercules Robinson, qu'il exige d'Edward March de pacifier les colons aux Fidji. Le gouverneur Robinson souhaite voir Woods à la tête du gouvernement fidjien, et Burt lui cède le poste de Premier ministre en mai 1872. Le roi Cakobau l'investit également du titre coutumier de Tui Kaba, l'un des titres de chefs de l'île de Bau, rendant l'autorité du nouveau Premier ministre davantage acceptable aux yeux des chefs autochtones. Pour résoudre les dettes croissantes du royaume, George Woods introduit des droits de douane et des impôts indirects, notamment sur les cigarettes et sur l'alcool. Le déficit des comptes publics continue toutefois de se creuser. En décembre 1872, un groupe de colons, estimant que le gouvernement Woods ne leur est pas suffisamment favorable, s'accordent sur la décision de le renverser, potentiellement par les armes. Ils refusent de payer leurs impôts, et s'indignent que la communauté blanche doive partager le pouvoir politique avec les chefs autochtones. Ils s'indignent tout autant de la loyauté personnelle dont George Woods fait preuve envers Cakobau,,.
Le ministre des Affaires étrangères de Woods, John Thurston, estime que les pressions sur le gouvernement de la part de colons rapaces et ne se souciant que de leurs propres intérêts ne pourront être bridées que par l'annexion des Fidji à l'Empire britannique, qui protégerait les intérêts de la population autochtone. Il persuade le roi Cakobau de demander l'intégration de son pays à l'empire colonial, mais cette demande est refusée par le gouvernement de William Gladstone à Londres. En mai 1873, lorsqu'il apparaît que le gouvernement n'a plus la confiance d'une majorité des membres de l'Assemblée législative, George Woods présente sa démission et celle de son gouvernement à Cakobau. Le roi choisit toutefois de dissoudre l'Assemblée et de conserver ses ministres en fonction.
Début mars 1874, toutefois, George Woods démissionne à nouveau, étant en désaccord avec l'apparent souhait du roi de demander une seconde fois l'annexion du pays à l'Empire britannique. Cakabou accepte cette fois la démission de son Premier ministre et, en accord avec la recommandation de celui-ci, confie à John Thurston la tâche de mener un gouvernement par intérim. Quelques jours plus tard, Cakobau confirme son souhait que les Fidji soient placées sous la souveraineté du Royaume-Uni. La proposition est acceptée par le gouvernement britannique de Benjamin Disraeli. L'annexion des Fidji est rendue effective le 10 octobre avec la signature d'un Acte de Cession par Cakobau, Maʻafu et plusieurs autres grands chefs de l'archipel. George Woods se retire à Melbourne pendant deux ans, puis revient aux Fidji et y demeure le restant de sa vie, travaillant comme arpenteur établi à Levuka puis à Suva, où il meurt en 1905,.